# Air Algérie
A  Air Algérie  é uma companhia aérea da Argélia.

## Frota

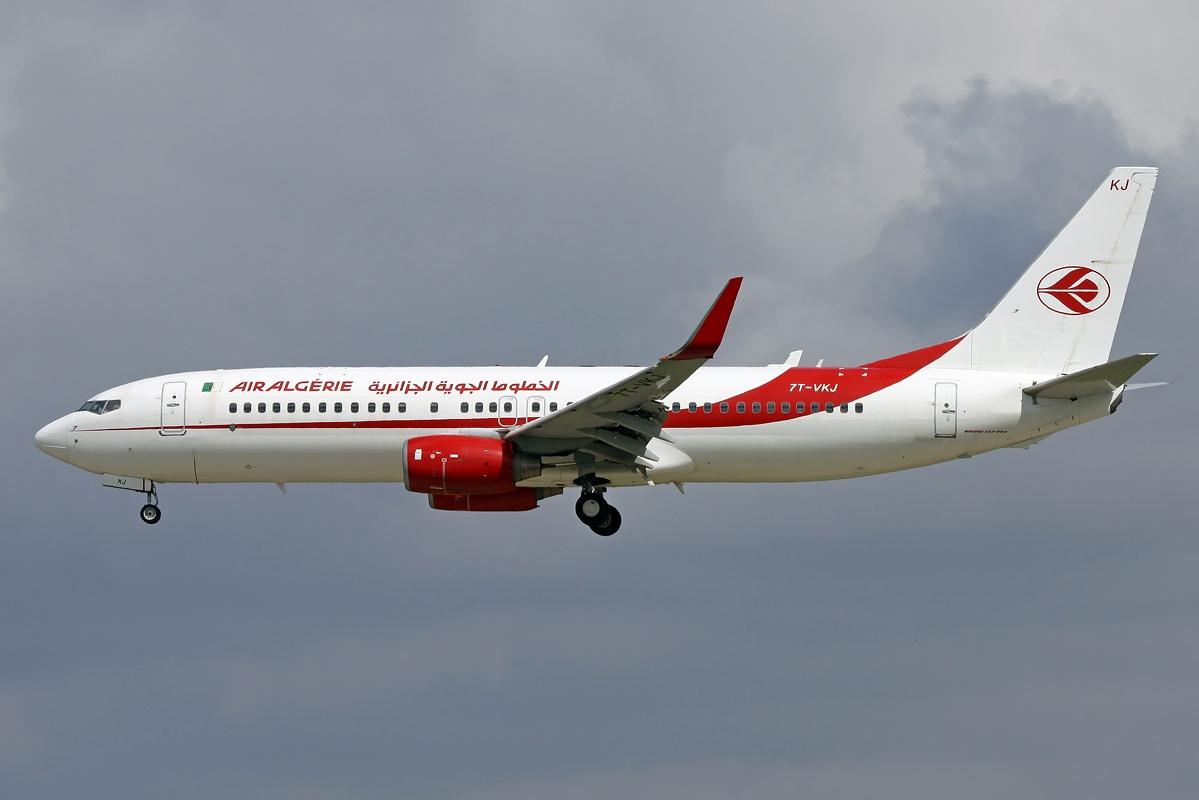
Boeing 737-800 da Air Algérie.

### Passageiros
| Modelo          | Total | Passageiros (First/Business*/Economy) | Notas                                                |
| --------------- | ----- | ------------------------------------- | ---------------------------------------------------- |
| Airbus A330-200 | 8     | 269                                   | Longo alcance internacional Rota doméstica ocasional |
| Boeing 737-800  | 25    | 144 (24/120) 162 (48/114)             | Rotas domésticas de longo e curto alcance            |
| ATR 72-500      | 12    | 66 (66)                               | Rotas domésticas                                     |
| ATR 72-600      | 3     | 78 (78)                               | Rotas domésticas                                     |

- * Business Class disponível em alguns aparelhos.

### Carga
| Modelo              | Total | Notas |
| ------------------- | ----- | ----- |
| Boeing B737-800 BCF | 1     |       |
| Lockheed L-100      | 1     |       |

## Incidentes e acidentes
- Voo 702P
- Voo 6289
- Voo 5017